# Bajauana liriope
Bajauana liriope är en insektsart som först beskrevs av Ronald Gordon Fennah 1980.  Bajauana liriope ingår i släktet Bajauana och familjen kilstritar. Inga underarter finns listade i Catalogue of Life.